# Trsteno arboretum

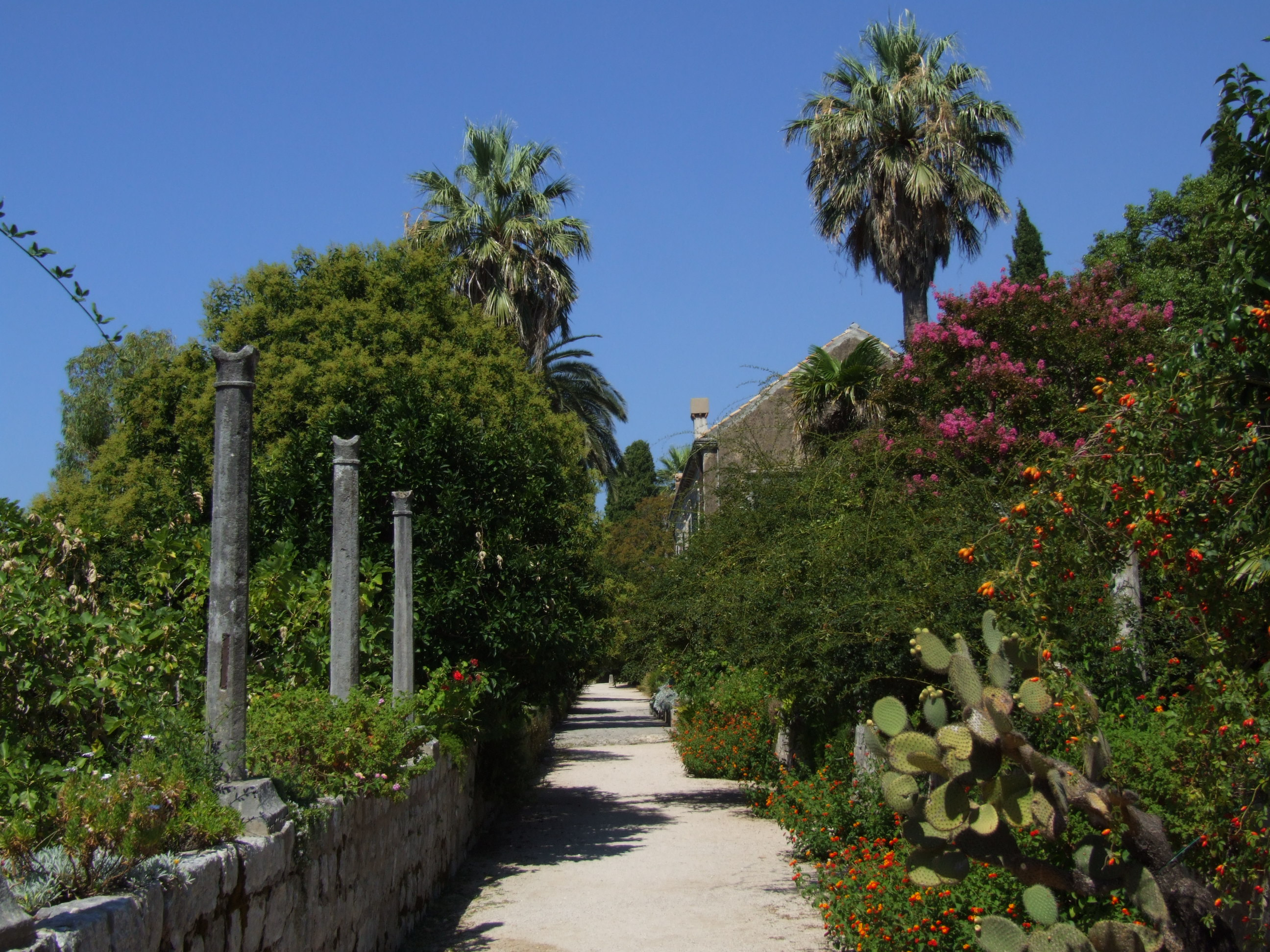
Trsteno arboretum år 2010.

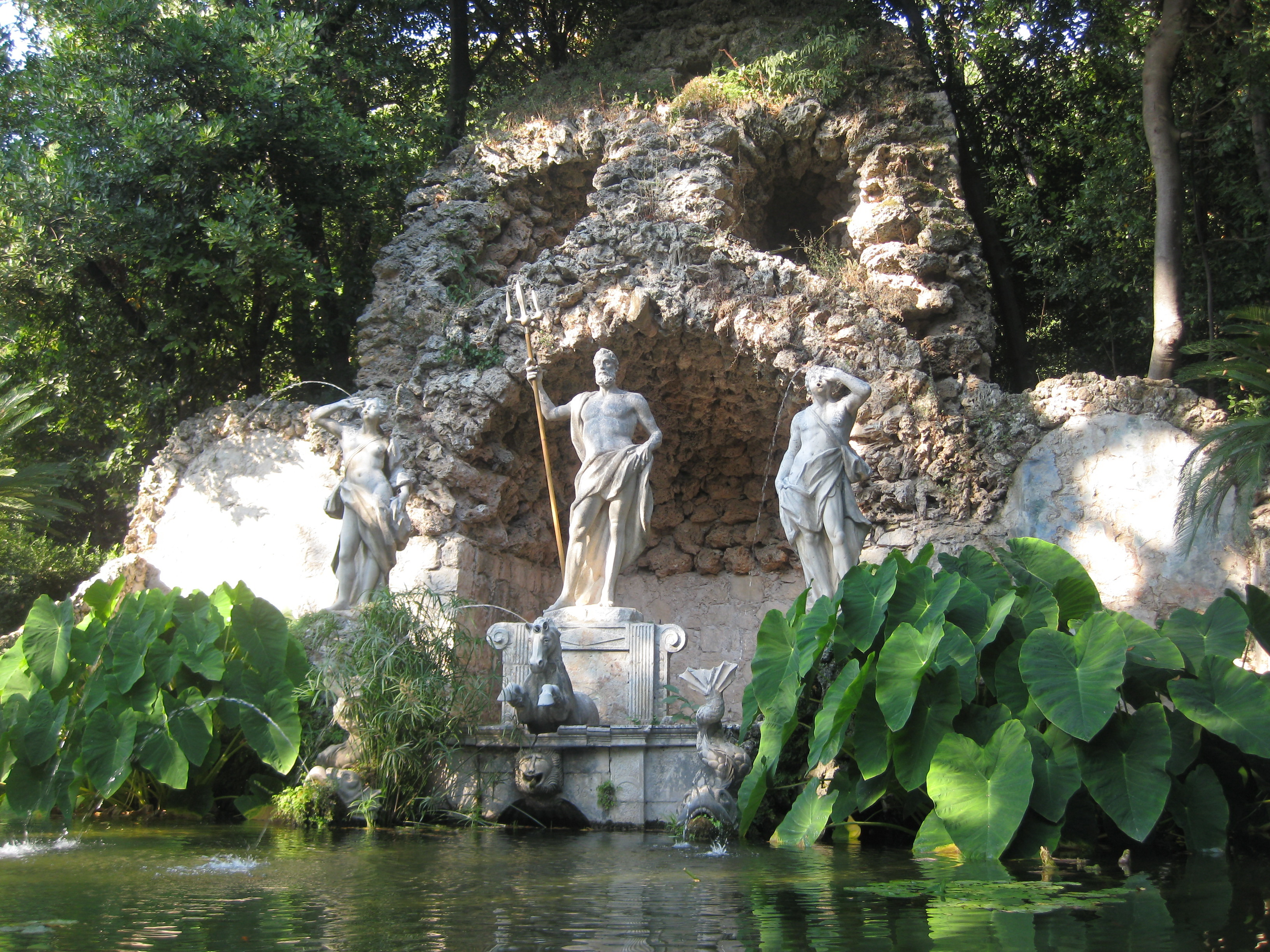
Neptunus fontän i Trsteno arboretum år 2008.

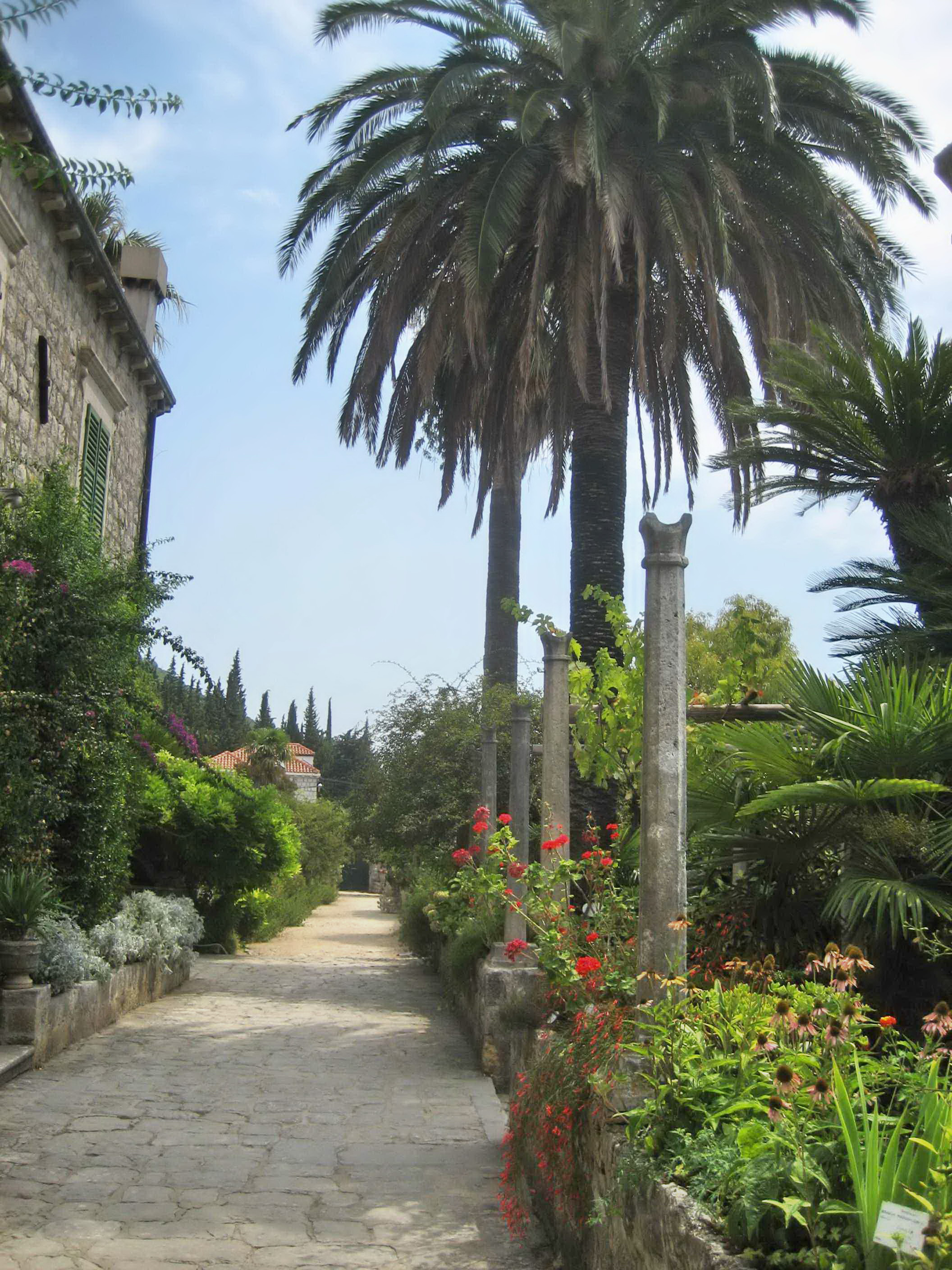
Trsteno arboretum år 2007.

Trsteno arboretum (kroatiska: Arboretum Trsteno) är ett arboretum i Trsteno i Kroatien. Det är beläget vid Adriatiska havet drygt 18 kilometer nordväst om Dubrovnik i Dubrovnik-Neretvas län i den sydligaste delen av landskapet Dalmatien. Arboretet är den äldsta renässansträdgården i Kroatien och en turistattraktion. Sedan år 1962 uppbär den skyddsstatus som minnesmärke för trädgårdsarkitektur. Skyddsområdet täcker en yta på 255 000 m².

## Historik
Trsteno arboretum etablerades år 1948 och består av en trädgårdspark med rötter från slutet av 1400-talet. Det är inte känt när den ursprungliga trädgårdsparken anlades med vanligtvis anges år 1492 då en bevattningsakvedukt uppfördes på platsen. En inskription från år 1502 vittnar om att Trsteno arboretum är den äldsta planerade renässansträdgården i Kroatien. Den ursprungliga trädgården tillkom och utvecklades som en park som omgav den framstående ragusinska adelsätten Gučetićs (Gozzes) sommarresidens. På förfrågan från ätten förde sjökaptener med sig frön och plantor från sina resor till familjen som sedan lät plantera dem i sin park.
Filosofen och författaren Nikola Vitov Gučetić (Nicolò Vito di Gozzi) bodde i ättens sommarresidens under en period. Ättens siste ägare Vito Gučetić Bosiljević (Gozze Basegli) samlade många äldre stenskulpturer och fragment av vilka han bland annat lät uppföra en artificiellt konstruerad ruin.
Efter andra världskriget år 1945 hamnade trädgården i statlig ägo. År 1948 etablerades Trsteno arboretum och sedan år 1950 är den i Kroatiska konst- och vetenskapsakademiens ägo.
Under det kroatiska självständighetskriget (1991–1995) angreps Dubrovnik och Dubrovnik-området av den jugoslaviska armén som då bestod av serbiska och montenegrinska militära enheter. Under dessa angrepp skadade arboretet svårt. I den brand som följde på den jugoslaviska arméns angrepp förstördes 10 000 träd och 80 % av vegetationen i arboretet. År 2000 skadades arboretet ånyo i en skogsbrand men är sedan dess återställt.     

## Flora
I arboretet som omger det forna sommarresidenset växer bland annat dadelpalmer, japanska bananträd, bougainvillea, städsegrön magnolia och många sorter av kaktus och andra exotiska växter. Särskilt anmärkningsvärda är de två plataner vid arboretets entré. Dessa är över 500 år gamla och är ett unikt exempel av denna växtart i kontinentala Europa. Plantanerna är 50–60 meter höga och deras stammar är mer än 5 meter breda.

## Trsteno arboretum i fiktion
Trsteno arboretum tjänade som inspelningsplats för den tredje och fjärde säsongen av den prisbelönta TV-serien Game of Thrones.